# Речицький повіт (Велике князівство Литовське)
Речицький повіт (пол. Powiat rzeczycki, біл. Рэчыцкі павет) — адміністративна одиниця у складі Мінського воєводства Великого князівства Литовського (від 1559 р. у складі Речі Посполитої) площею 30 тис. км². Центр повіту — м. Речиця, у 1772–1793 роках — м. Бобруйськ.

## Географія
На півночі повіт межував з Мінським повітом і Мстиславським воєводством, на сході — з Мстиславским воєводством і Стародубським повітом Смоленського воєводства та Чернігівським князівством (пізніше з Росією), на півдні — з Київським воєводством, на заході — з Мозирським повітом і Слуцьким князівством Новогрудського воєводства. Охоплював територію східної частини сучасної Гомельської області, південної та південно-західної Могильовської області, а також прилеглі частини Брянщини та Чернігівщини.

## Символіка
Повіт мав корогву червоного кольору із зображенням герба «Погоні».
Мундир повітових урядовців складався з малинового («кармазинового») кунтуша та білих відворотів жупана.

## Історія
Цей повіт був утворений в 1566 р. під час адміністративної реформи у Великому князівстві Литовському.
У 1667 р. до складу цього повіту було включено Лоєво-Любечське староство (8 тис. км²), оскільки більша частина Стародубського повіту, в який воно входило, відійшло до Московського царства.
На початку правління короля Станіслава Августа Понятовського суди та сеймики Річицького повіту тимчасово проводилися у Рогачевському старостві.
У 1772 р. під час першого поділу Речі Посполитої 2/3 території повіту відійшло до Російської імперії, а центр повіту був перенесений з м. Річиця у м. Бобруйськ.
У 1793 р. після приєднання території до Російської імперії під час другого поділу Речі Посполитої, повіт був ліквідований. Залишок території повіту опинився у складі Могилевської, Мінської та Чернігівської губерній Російської імперії.

## Адміністративний поділ
До складу повіту входили території низки державних волостей — староств: Бобруйське, Гомельське, Пропойське, Рогачевське, Річицьке та Чечерське, а також приватні володіння, найбільш значущими з яких були Горваль (володіння Сангушків), Добосна (володіння Ходкевичів) і Стрешин (володіння Віленського єпископства).
У 1717 р. Річицький повіт мав 850 «димів» волосних, земських, спадкових, шляхетських, духовних і старостних. У повіті були староства і «королівщина» під владою короля: Гомельське; Річицьке; Рогачевське і Ректа; Бобруйське і Баричі; Лубоніцьке і Столпище, Крулевська-Слобода, Костройськ, Лукі; Чечерське і Наумковіче, Биче-Кобиліче, Бих, Даниловичі, Саприкі, Мишкевіче, Гриби, Кошелево, Мірогошч, Головачі, Єзьори, Стжалкі; Пропойське і Гордуни, Росочішче, Хлусов, Колєсніково, Баличе, Ухлово, Нарвіловка, Новосьолкі, Туровиче, Кульчица, Столпов, Лип'янка, Баген, Куліковська, Ковалє, Сяножаткі, Мікуліче, Теребово.
На території повіту знаходилися міста і містечка: Річиця, Гомель, Горваль, Бобруйськ, Рогачов, Бєліца, Лоєв, Пропойськ, Чечерськ, Холмеч і Хальч.
Згідно Люстрації 1765 р. до складу повіту входило Гордуновське староство з центром у містечку Антоновиче.
У 1764—1766 роках до Річицького повіту входили парафії: Бобруйська, Гомельська, Пропойська, Річицька, Чечерська. У 1789—1791 рр. долучено до цього повіту Карпиловську парафію, що була виділена з Бобруйської парафії. Також повіт цей ділився за старовинним звичаєм на тракти, і цей поділ використовувалося у текстах судових актів: Бобруйський, Гомельський, Жлобинський, Журавичський, Пропойський, Річицький, Рогачевський, Чечерський.

## Населення
У середині XVII століття в повіті налічувалося 4342 селянських господарства, а населення становило 34736 осіб (4342 «дими»).
Після війни у 1648—1667 рр. — 11804 осіб (1,8 тис. «димів»).
У мирний час чисельність населення значно підвищилася і вже до другої половини XVIII в. склала близько 200 тис. осіб. Згідно люстрації 1775 року повіт нараховував 5676 «димів».

## Урядники
Павітовий соймік проходив у Річиці (за іншими відомостями по черзі — в Річиці, Рогачові і Бобруйську), там же розташовувалися підкоморські, земські і гродські суди.
Місцева шляхта обирала двох послів на «Вальний сейм» і двох депутатів на Головний Трибунал.
На Гродненському сеймі 12 січня 1793 р. для збільшення кількості сенаторів від ВКЛ була утворена «Річицька каштелянія». Каштеляна Річицького повинні були номінувати шляхом підвищення до каштелянської гідності місцевого повітового маршалка, якого на той момент у Річиці не існувало, а вже в грудні того ж року нова адміністративно-територіальна реформа Речі Посполитої скасувала Річицьку каштелянію.

## Галерея

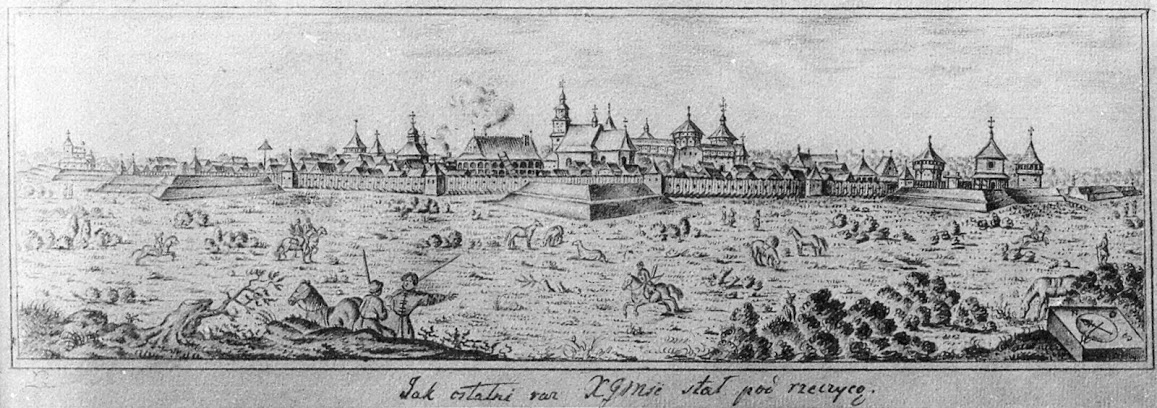
Річиця
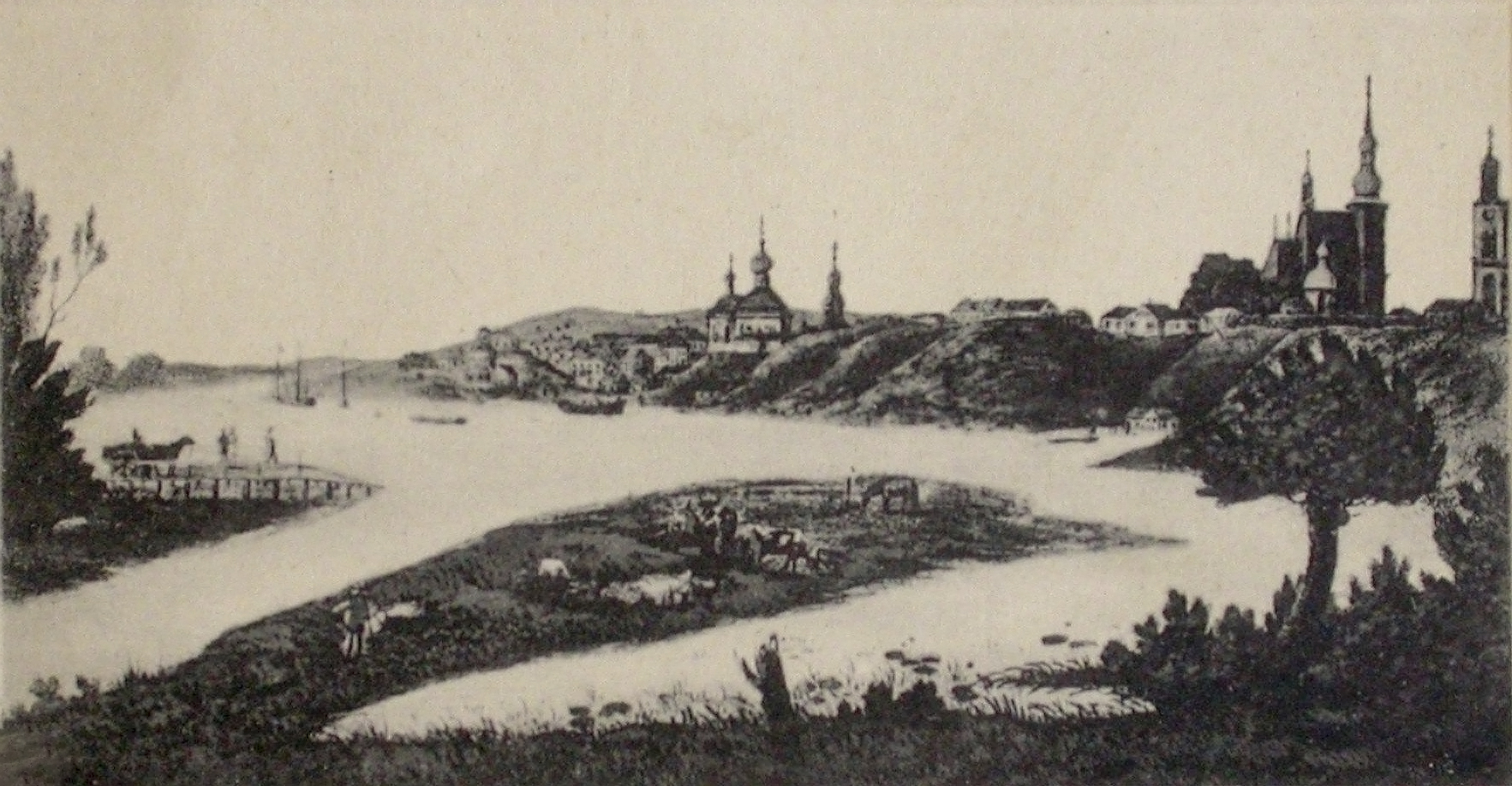
Бабруйськ
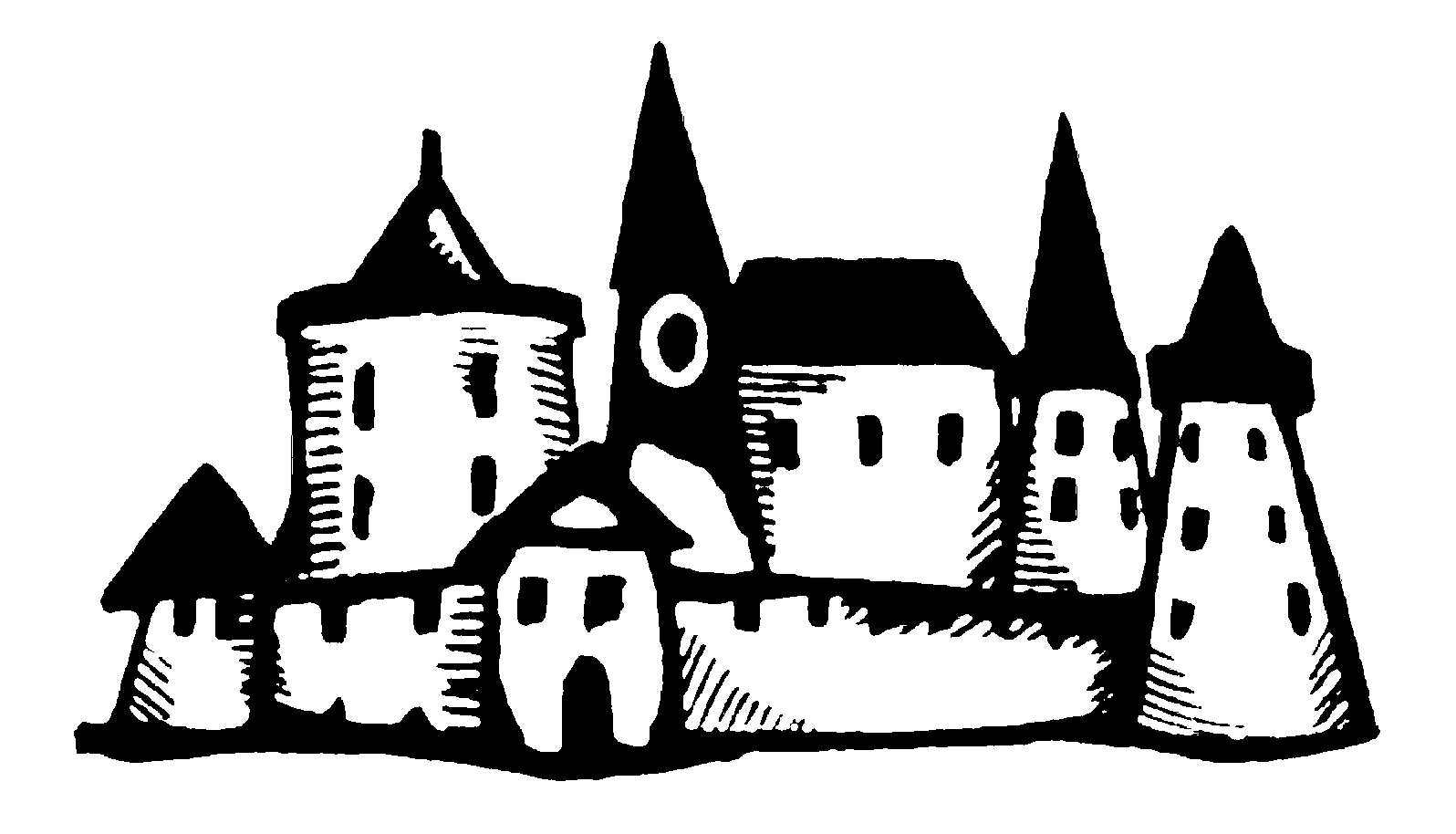
Гомельський замок
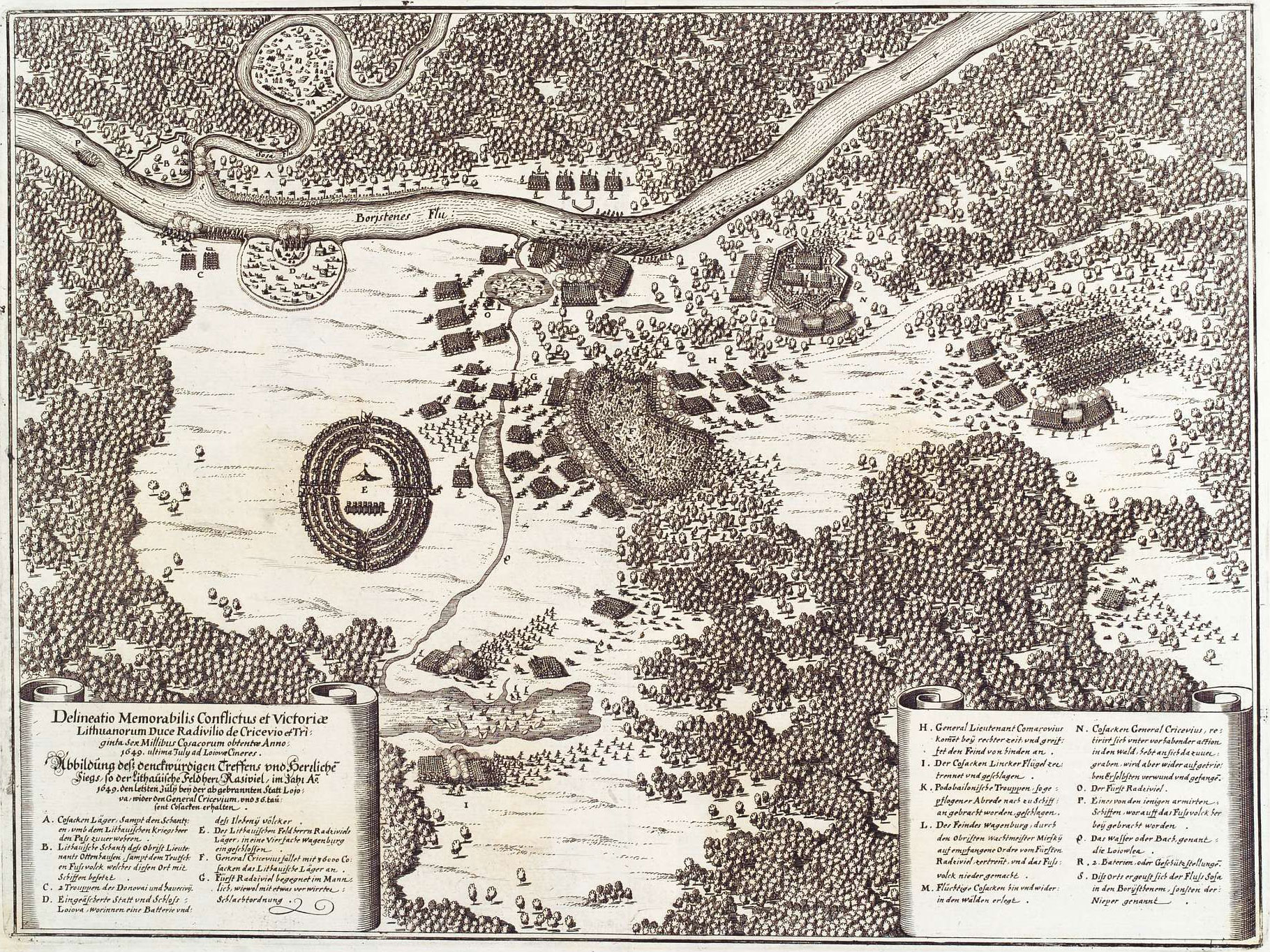
Битва під Лоєвом, ритина, 1720 р.
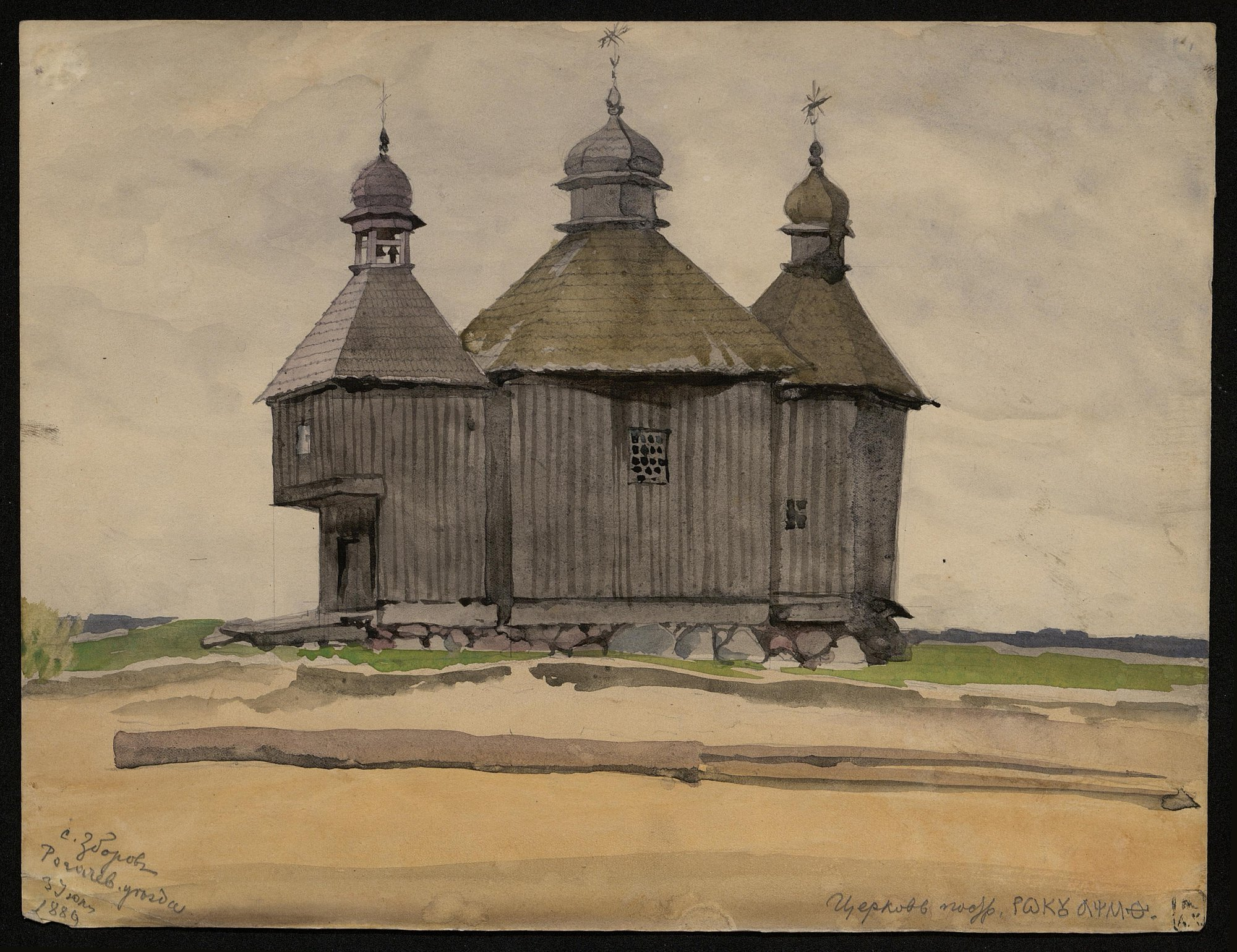
Зборівська церква